# Frank Hoppensteadt
Frank Charles Hoppensteadt (Oak Park, Illinois, 29 de abril de 1938) é um matemático estadunidense, que trabalha com biologia teórica.
Frank Hoppensteadt estudou física e matemática na Universidade Butler com o bacharelado em 1960, com um mestrado em 1962 e um doutorado em 1965 na Universidade do Wisconsin-Madison, orientado por Fred Guenther Brauer, com a tese Singular Perturbations on the Infinite Interval. A partir de 1965 foi professor assistente na Universidade Estadual de Michigan em East Lansing, a partir de 1968 foi professor associado e depois professor na Universidade de Nova Iorque (Instituto Courant de Ciências Matemáticas, até 1979) e também de 1977 a 1986 professor na Universidade de Utah em Salt Lake City. A partir de 1986 foi decano no College of Natural Science da Universidade Estadual de Michigan e a partir de 2004 professor da Universidade do Estado do Arizona e diretor do Center for System Science and Engineering Research.
Foi palestrante convidado do Congresso Internacional de Matemáticos em Berlim (1998: Canonical models in mathematical neuroscience, com Eugene Izhikevich).

## Obras
- Mathematical methods for analysis of a complex disease, Courant Lecture Notes in Mathematics 2011
- com Eugene M. Izhikevich: Weakly connected neural networks, Springer 1997
- Analysis and simulation of chaotic systems, Springer, 1993, 2ª Edição 2000
- com Charles Peskin: Modeling and simulation in medicine and the life sciences, Springer, 2ª Edição 2002 (primeira edição intitulada Mathematics in medicine and the life sciences, 1992)
- com Anatoliy Skorokhod, Habib Salehi: Random perturbation methods with applications in science and engineering, Springer Verlag 2002
- Quasi-static state analysis of differential, difference, integral, and gradient systems, Courant Lecture Notes in Mathematics, 2010
- Getting Started in Mathematical Biology (PDF; 197 kB). Notices of American Mathematical Society, Sept. 1995.
- Mathematical theories of populations : demographics, genetics and epidemics, SIAM 1975
- An introduction to the mathematics of neurons, Cambridge University Press 1986
- Editor: Nonlinear oscillations in biology, AMS 1979
- Editor: Mathematical aspects of physiology, AMS 1981